# Îngemănarea apelor
Îngemănarea apelor este un film românesc din 1974 regizat de Mircea D. Popescu.